# واترپلو در المپیک تابستانی ۱۹۹۶
واترپلو در بازی‌های المپیک تابستانی ۱۹۹۶ نام رویداد ورزش واترپلو در بازی‌های المپیک تابستانی بود که در سال ۱۹۹۶ برگزار شد.